# Эмзен, Генрих
Генрих Эмзен (нем. Heinrich Ehmsen, род. 9 августа 1886 г. Киль — ум. 6 мая 1964 г. Берлин) — немецкий художник, живописец и график.

## Жизнь и творчество
Г.Эмзен родился в семье мастера по изготовлению корзин и коробов. Окончил среднюю школу в 1901 году, после чего в течение четырёх лет работает художником-декоратором. Параллельно учится в кильской Школе прикладного мастерства, в классе Герда Циммермана. Получив стипендию, юноша в 1906—1909 годах обучается на художника-декоратора в Школе прикладного искусства Дюссельдорфа (у Петера Беренса и Фрица Эмке). В 1909 году Г.Эмзен — при помощи своего учителя Иоганна Лауверикса — оформляет в Дюссельдорфе зал для выставки «Христианское искусство». В 1910—1911 годах он живёт в Париже, где посещает занятия в академии Коларосси. В Париже Эмзен знакомится с такими художниками и коллекционерами живописи, как Эрнесто де Фиори, Жюль Паскин и Альберт Флехтхейм. В 1911 переезжает в Мюнхен. Здесь Эмзен входит в круг художников, близких группе Синий всадник. В 1913 году работы Г.Эмзена выставляются в галерее «Штурм» в рамках Первого немецкого осеннего салона. В том же году проходит его персональная выставка в художественном музее Эссена.
С началом Первой мировой войны Г.Эмзен был мобилизован, в 1914—1918 годах участвовал в военных действиях во Франции, Фландрии и Румынии. Участник революционных событий, в создании Баварской советской республики и её гибели. События в Мюнхене 1918—1919 годов многократно впоследствии отражены в работах Г.Эмзена. В 1926 году графика Г.Эмзена, вместе с графическими произведениями Эмиля Нольде и Франса Мазереля, выставляются на экспозиции в художественном союзе Висбадена. В 1929 художник переезжает из Мюнхена в Берлин. В 1930 году он вступает в организацию «Комитет борьбы художников и пролетариев духа» (Kampfkomitee der Künstler und Geistesarbeiter), поддерживавшую КПГ. 1932—1933 годы мастер проводит в СССР. В Москве проходит выставка его работ, советские музеи приобретают его картины.
После возвращения на родину, 18 октября 1933 года художник был схвачен гестапо. Пока Г.Эмзен находился в заключении, все его работы были удалены из немецких музеев. Восемь полотен мастера были выставлены на нацистской пропагандистской экспозиции Дегенеративное искусство (Entartete Kunst). После освобождения — тем не менее — Г.Эмзен в 1939 году был принят в Комитет по имперской культуре (Reichskulturkammer). В 1940 году, после начала Второй мировой войны, Г.Эмзен был вновь призван в армию. В звании лейтенанта служил в 1940—1944 годах во Франции, как художник при отделе пропаганды военного коменданта этой страны. В 1941 организует поездку французских художников и скульпторов в Германию (в том числе Андре Дерена и Мориса де Вламинка). В том же году организовал поездку французских писателей на Европейскую встречу поэтов в Веймаре.
После окончания войны Г.Эмзен, наряду с Карлом Хофером, становится одним из основателей Университета искусств в Берлин-Шарлоттенбурге (Западный Берлин), где затем занимал должность директора отделения свободных искусств. В 1949 году был уволен — после подписания парижского манифеста Всемирного конгресса сторонников мира (Congrès mondial des partisans pour la paix). С 1950 года художник руководит классом живописи в Академии искусств ГДР (Берлин). В 1961 становится лауреатом Национальной премии ГДР.